# Зелёная Роща (городской округ Славгород)
Зелёная Роща — село в Алтайском крае России. Входит в городской округ город Славгород.

## История
Основано в 1908 году. В 1928 году село Кресты состояло из 191 хозяйства. Являлось центром Крестинского сельсовета Знаменского района Славгородского округа Сибирского края.
В 1961 году указом Президиума Верховного Совета РСФСР поселок Кресты переименован в Зелёную Рощу.

## Население
В 1926 году в селе проживало 912 человек (453 мужчины и 459 женщин), основное население — украинцы
| 1997 | 1998 | 1999 | 2000 | 2001 | 2002 | 2003 |
| ---- | ---- | ---- | ---- | ---- | ---- | ---- |
| 4    | ↘3   | ↗4   | ↗7   | →7   | →7   | ↘6   |
| 2004 | 2005 | 2006 | 2007 | 2008 | 2009 | 2010 |
| ↗7   | ↗9   | →9   | ↘8   | ↘5   | ↗6   | ↗8   |
| 2011 | 2012 | 2013 |      |      |      |      |
| ↘4   | ↘3   | →3   |      |      |      |      |